# Kimiko Nišimoto
Kimiko Nišimoto (22. května 1928 – 9. června 2025) byla japonská fotografka a internetová celebrita brazilského původu. Dříve pracovala jako kadeřnice, závodní cyklistka a jako hospodyně v domácnosti.

## Raný život a vzdělání
Kimiko Nišimoto se narodila v Brazílii v roce 1928. Její rodiče učili místní obyvatele zemědělství. Byla druhou dcerou ze sedmi sourozenců. Když jí bylo 8 let, její rodina se přestěhovala do Kumamota. Vystudovala kosmetickou školu.

## Kariéra
Nišimoto pracovala jako kadeřnice v salonu svého otce, kde se specializovala na svatební a japonské účesy. Po čtyřech letech práce kadeřnice Nišimoto navštěvovala cyklistickou školu a získala licenci profesionální cyklistky. Od 22 do 27 let soutěžila se svými dvěma mladšími bratry na národní úrovni jako dráhová cyklistka.
V roce 2001 zahájila Nišimoto svou kariéru amatérské fotografky poté, co absolvovala kurz fotografování a zpracování obrazu, který vedl její nejstarší syn. V roce 2011 měla svou první samostatnou výstavu v Muzeu umění prefektury Kumamoto. V roce 2018 měla výstavu s názvem „Asobokane?“ (Půjdeme si hrát?) v Šindžuku.  K březnu 2020 si Nišimoto vybudovala profil na sociálních sítích a na svém instagramovém účtu měla přes 220 000 sledujících.

## Osobní život a smrt
Ve věku 27 let se Nišimoto provdala za daňového úředníka Hitošiho a spolu vychovali tři děti na Kjúšú. Byla hospodyňkou více než 45 let. Nišimotův manžel zemřel v roce 2012 na rakovinu plic.  V květnu 2018 Nišimoto sídlila v prefektuře Kumamoto.  V souvislosti se svou dlouhověkostí Nišimoto uvedla, že denně kouřila cigarety a každý den vypila vysokou sklenici bourbonové whisky. 
Nišimoto zemřela 9. června 2025 ve věku 97 let.